# Línea 56 (Media Distancia)
La línea 56 de Media Distancia es un servicio regional de ferrocarril convencional, ofrecido en la línea 204 de Adif. Es una de las 7 líneas de media distancia de Aragón, explotada por Renfe Operadora.
Conocida popularmente como El Canfranero, une Zaragoza y Canfranc (Huesca). Varios servicios acaban/empiezan su recorrido en Huesca, sin llegar a/comenzar en Canfranc.

## Detalle de la línea
| Número | Tipo de Servicio | Tipo de tren | Trayecto                     | Estaciones |
| ------ | ---------------- | ------------ | ---------------------------- | --- |
| 56     | Regional         | 594 599      | Zaragoza - Huesca - Canfranc | Zaragoza-Delicias · Zaragoza-Portillo · Zaragoza-Goya · Zaragoza-Miraflores · Villanueva de Gállego · Tardienta · Huesca · Ayerbe · Riglos · Santa María y La Peña · Anzánigo · Caldearenas-Aquilué · Sabiñánigo · Jaca · Castiello-Pueblo · Villanúa · Canfranc |

## Características
Tiene un longitud de 187,7 km y el trayecto tiene una rampa máxima de 19,9‰. La parte francesa (cerrada) tiene rampas hasta el 43‰.
Condicionadas por esta topografía difícil, las estaciones se encuentran sólo en las cercanías de las grandes poblaciones. A pesar de ello, la relación más directa por ferrocarril entre las capitales de Madrid y París sería todavía hoy por Canfranc. Además, la línea férrea recorre zonas turísticas muy importantes.

## Historia
El indiano Narciso Hereu Matas (1837-1904), quien hizo fortuna en la Guerra Civil de los Estados Unidos (1861–1865), gestionó el proyecto desde su residencia en París y después en Madrid, entre los gobiernos de España y Francia, y financió personalmente la puesta en marcha de la línea a través de las entidades bancarias de Francia y Aragón. El consorcio que financiaba finalmente quebró y se vendió. Narcís Hereu Matas, arruinado, regresó a los Estados Unidos.
La construcción del ferrocarril se extendió desde 1904 hasta 1928. En este tiempo se perforó el túnel de Somport, de 7.875 metros de longitud, que unió por ferrocarril España y Francia.
El periodo de máxima actividad y rentabilidad de la línea comenzó en 1929 y terminó en 1936 con el inicio de la Guerra Civil. A partir de esta fecha se vivió una situación excepcional por la contienda española y seguidamente por la Segunda Guerra Mundial. En 1941 el régimen franquista nacionalizó los ferrocarriles que fueron gestionados por RENFE y con ellos la línea Zaragoza-Canfranc.
La línea fue internacional desde 1928 y funcionó durante medio siglo hasta que fue cortada en 1970. El motivo que desencadenó el cierre fue un accidente que tuvo un mercancías el 27 de marzo de 1970 que, al descarrilar, destruyó el puente de L'Estanguet, en el territorio francés. No hubo desgracias personales pero, al quedar interrumpida la circulación, las autoridades francesas aprovecharon la ocasión para suspender el tráfico ferroviario que ya era decididamente deficitario.
En 2021 entró en funcionamiento la nueva estación de Canfranc, situada junto a la antigua, más adecuada a las necesidades del tráfico actual. Se construyó con el propósito de impulsar la comunicación con Francia. En ese mismo año se iniciaron los estudios técnicos previos a las obras de reapertura del túnel de Somport, lo cual que permitirá el tráfico ferroviario de pasajeros y mercancías entre Zaragoza y Pau.
La puesta en funcionamiento del tren internacional de Canfranc se plantea como una tercera vía a las comunicaciones ferroviarias con Francia del Cantábrico y del Mediterráneo.

## Horarios
La duración aproximada del trayecto es de una hora entre Zaragoza y Huesca, y casi 3 horas y media entre Zaragoza y Canfranc.
Los horarios en las estaciones principales son los siguientes (actualizado a 09/06/2025):
| Zaragoza-Delicias | Tardienta | Huesca | Ayerbe | Sabiñánigo | Jaca  | Canfranc | Observaciones      |
| ----------------- | --------- | ------ | ------ | ---------- | ----- | -------- | ------------------ |
| 06:24             | 07:10     | 07:25  | ·      | ·          | ·     | ·        | Lunes a Viernes    |
| 06:48             | 07:34     | 07:55  | 08:24  | 09:22      | 09:40 | 10:11    | Sábados y Domingos |
| 08:43             | 09:31     | 09:51  | 10:19  | 11:17      | 11:31 | 12:02    | Lunes a Viernes    |
| 14:32             | 15:12     | 15:28  | ·      | ·          | ·     | ·        | Diario             |
| 16:20             | 17:13     | 17:33  | 18:01  | 18:59      | 19:17 | 19:48    | Diario             |
| 19:02             | 19:48     | 20:03  | ·      | ·          | ·     | ·        | Diario             |
| 21:39             | 22:23     | 22:38  | ·      | ·          | ·     | ·        | Diario             |

| Canfranc | Jaca  | Sabinánigo | Ayerbe | Huesca | Tardienta | Zaragoza-Delicias |                    |
| -------- | ----- | ---------- | ------ | ------ | --------- | ----------------- | ------------------ |
| ·        | ·     | ·          | ·      | 06:23  | 06:38     | 07:23             | Lunes a Viernes    |
| ·        | ·     | ·          | ·      | 07:38  | 07:53     | 08:36             | Lunes a Viernes    |
| ·        | ·     | ·          | ·      | 08:33  | 08:50     | 09:38             | Sábados y Domingos |
| 06:35    | 07:04 | 07:18      | 08:19  | 08:51  | 09:04     | 09:55             | Lunes a Viernes    |
| 08:42    | 09:11 | 09:25      | 10:29  | 11:01  | 11:17     | 12:05             | Sábados y Domingos |
| ·        | ·     | ·          | ·      | 16:02  | 16:18     | 17:10             | Diario             |
| ·        | ·     | ·          | ·      | 18:38  | 18:56     | 19:46             | Diario             |
| 18:19    | 18:48 | 19:02      | 20:07  | 20:39  | 20:53     | 21:47             | Diario             |

## Galería de imágenes

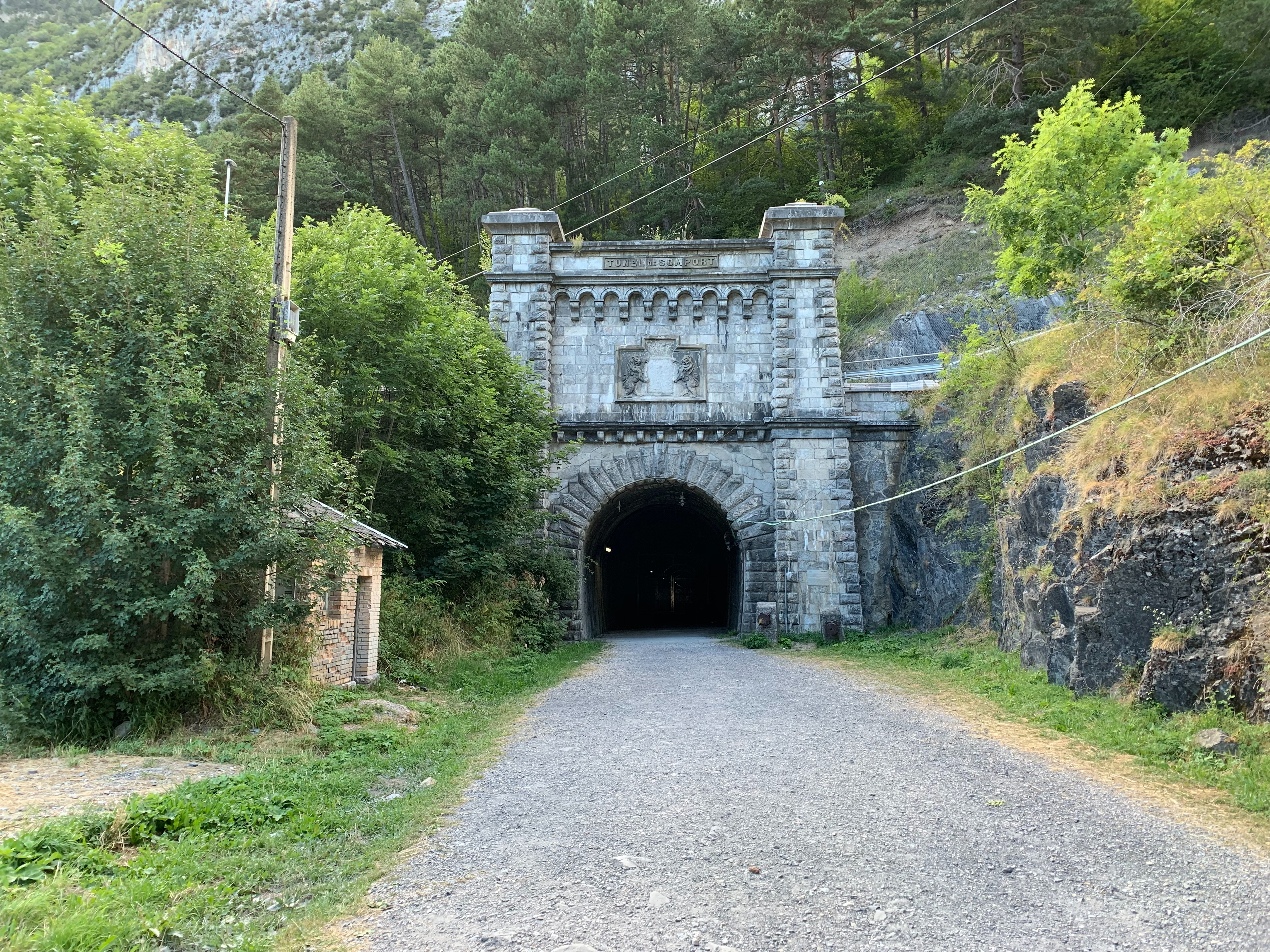
Entrada al túnel de Somport desde Canfranc (España)
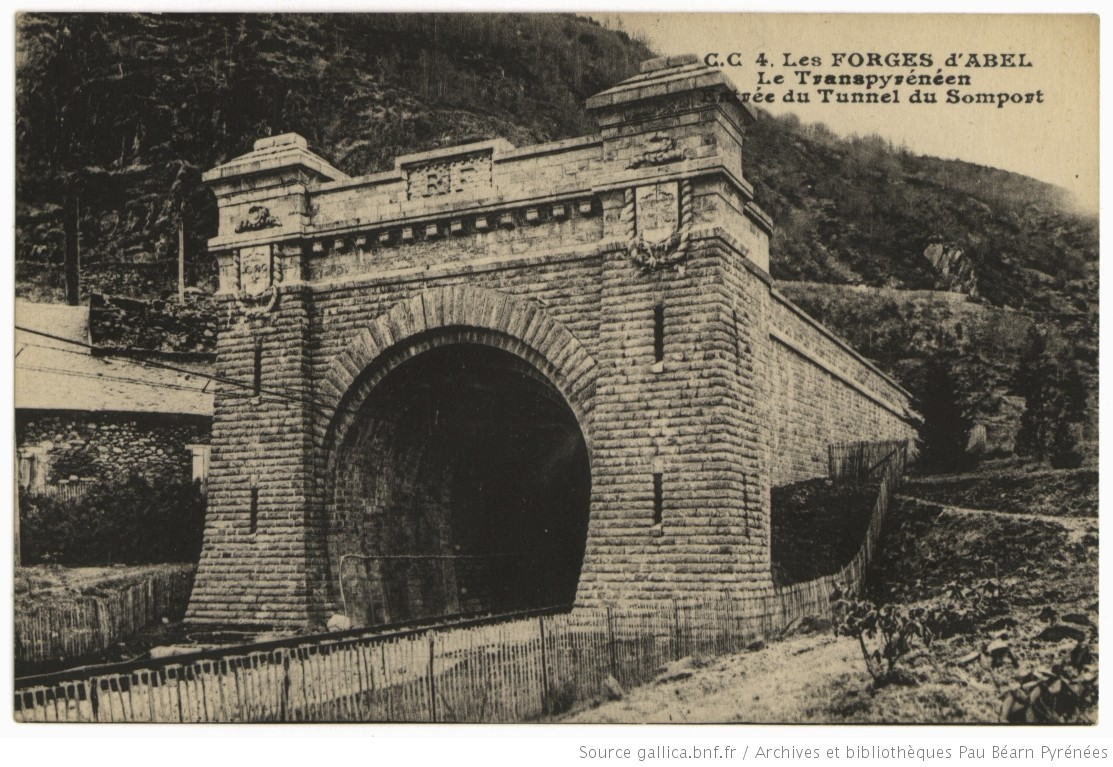
Entrada al túnel de Somport desde les Forges d'Abel (Francia). Fotografía fechada en 1928
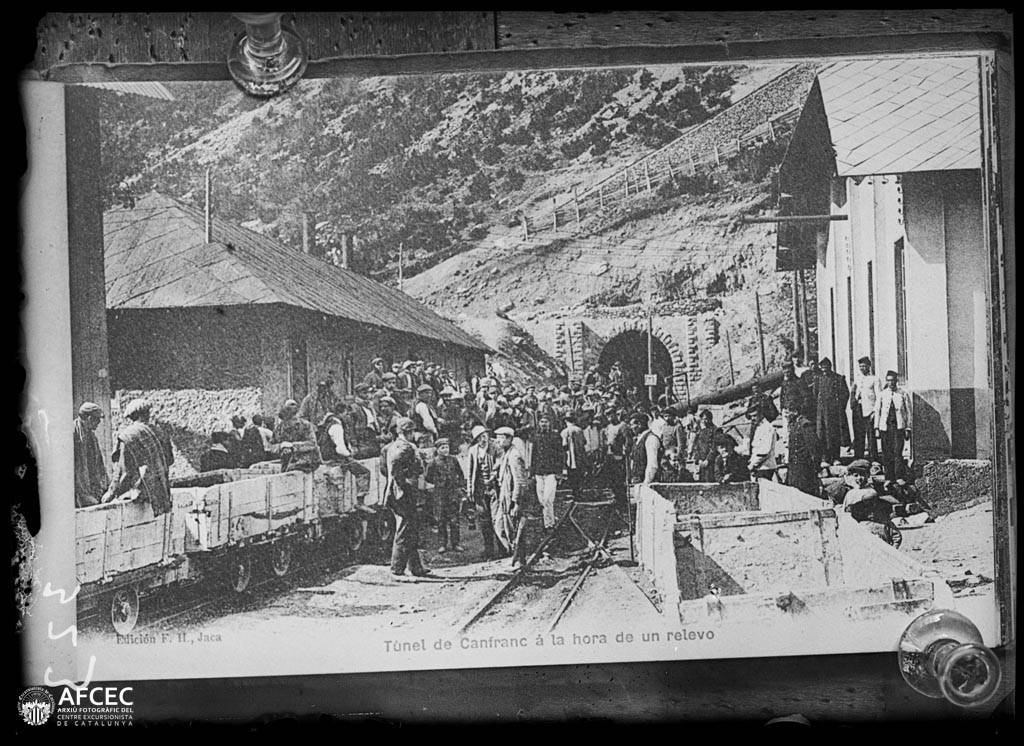
Relevo de un turno de trabajo en las obras del lado español del túnel de Somport
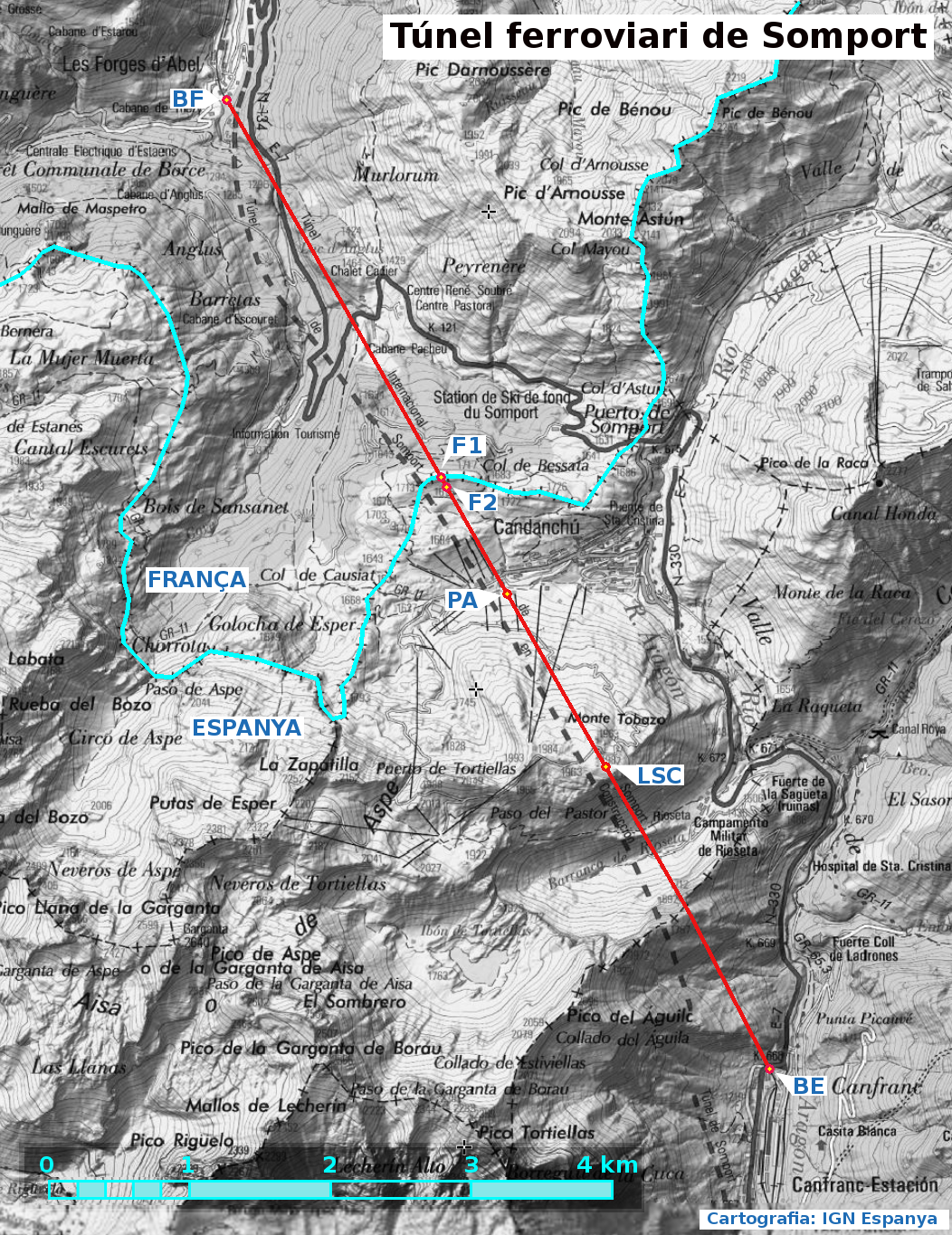
Trazado del túnel de Somport